# Adoretus exiguus
Adoretus exiguus är en skalbaggsart som beskrevs av Benderitter 1923. Adoretus exiguus ingår i släktet Adoretus och familjen Rutelidae. Inga underarter finns listade i Catalogue of Life.